# Helopicus nalatus
Helopicus nalatus is een steenvlieg uit de familie Perlodidae. De wetenschappelijke naam van de soort is voor het eerst geldig gepubliceerd in 1942 door Frison.